# Drepanornis
Drepanornis és un gènere d'ocells de la família dels paradiseids (Paradisaeidae).

## Taxonomia
Segons la Classificació del Congrés Ornitològic Internacional (versió 13.1, 2023) aquest gènere està format per dues espècies:
- Drepanornis albertisi - ocell del paradís d'Albertis.
- Drepanornis bruijnii - ocell del paradís becblanc.